# Hora da Verdade
Hora da Verdade foi um programa de televisão brasileiro, exibido pela Band entre 4 de junho de 2001 e 13 de fevereiro de 2004.
Apresentado por Márcia Goldschmidt, era exibido de segunda a sexta e mostrava dramas e conflitos dos convidados, supostamente com a intenção de resolvê-los.

## Formato
O programa surgiu no início de junho de 2001, juntamente com várias estreias na grade diurna da Band, realizadas com a intenção de popularizar a programação da rede. O formato de Hora da Verdade foi idealizado nos mesmos moldes de Márcia, que havia sido apresentado por Márcia Goldschmidt no SBT em 1997, no qual eram discutidos casos envolvendo defesa do consumidor e apresentados conflitos familiares, embora em uma versão um pouco mais leve.

## Quadros
Além de abordar conflitos familiares dos participantes, o programa tinha alguns segmentos específicos.

### Revelação de segredo
Um participante com algum segredo, considerado grave, procurava o programa para fazer a revelação ao vivo. Antes de entrar no ar, o participante contava o segredo para a apresentadora. No ar, o participante que escondia o segredo ficava frente a frente com a pessoa que precisaria ouvir a revelação e contava tudo.

### Desabafo
Este quadro apresentava uma história dramática, que durava cerca de 20 a 30 minutos no ar. Geralmente a protagonista da história era uma mulher arrependida de algo que fez em sua vida e por isso acabou sofrendo as consequências do fato. As dramatizações não tinham falas, apenas eram mostradas imagens em cor opaca, com uma narração que representava a voz da mulher protagonista. As histórias eram narradas por Vivian Melli, uma das produtoras do programa. O quadro voltou ao ar em 2007 no programa Márcia.

### O Real e o Sobrenatural
Nesse quadro também era apresentada uma história, com conteúdo e narrativa sobrenatural. As dramatizações também não tinham falas, só as imagens da história eram mostradas. As narrações deste quadro eram feitas pela Márcia Goldschmidt.

## Audiência
A audiência do programa variava entre 6 e 10 pontos, segundo o Ibope. O programa possuía os maiores índices de audiência da emissora. Em um ano, a audiência do horário chegou a crescer cerca de 127%.

## Controvérsias

### Acusações de fraude
O programa também teve suspeitas e queixas de armações em seus casos. No programa do dia 24 de abril de 2003, uma mulher chamou seu namorado de um outro nome. Questionada pela apresentadora, a mulher falou que não teve tempo de decorar nomes. Esse fato levantou a suspeita de que o caso era armado. A assessoria de imprensa da emissora alegou que a produção do programa orientou a mulher a dar outro nome ao namorado, pois ele não queria aparecer em público.

### Denúncias
Em 2003, o programa entrou no Ranking da Baixaria na TV, da campanha "Quem Financia a Baixaria é Contra a Cidadania", realizada pela Comissão de Direitos Humanos e Minorias da Câmara dos Deputados do Brasil com o apoio de entidades da sociedade civil. As principais denúncias acusavam o programa de apelo sexual, incitação à violência, exposição das pessoas ao ridículo e discriminação.

## Cancelamento
Devido às inúmeras reclamações e queixas dos telespectadores, além das denúncias de armações, a Band cancelou o programa. A apresentadora Márcia deixou a atração em dezembro de 2003 para se dedicar apenas ao programa Jogo da Vida. O programa ainda continuou no ar com o tempo reduzido e apresentando os quadros Desabafo e O Real e o Sobrenatural. A última edição de Hora da Verdade foi ao ar em 13 de fevereiro de 2004.